# Antony Sumich
Antony Sumich FSSP (sinh ngày 30 tháng 9 năm 1964 tại Auckland, New Zealand) là một linh mục của Giáo hội Công giáo. Ông thuộc Huynh đoàn Linh mục Thánh Phêrô (FSSP). Ông từng là huấn luyện viên dạy trượt tuyết ở dãy núi Alps của Áo, nguyên là thành viên đội tuyển quốc gia Croatia môn bóng gậy (cricket) và cựu vận động viên bóng bầu dục ở cấp câu lạc bộ New Zealand. Ông cũng từng là huấn luyện viên đội tuyển bóng bầu dục Croatia.

## Cuộc đời
Antony Sumich theo học tại St Peter's College, Auckland và tốt nghiệp với bằng kỹ sư xây dựng vào những năm 1980. Năm 1989, khi tròn 25 tuổi, Antony Sumich chuyển đến Châu Âu với mục đích tìm lại nguồn gốc gia đình mình. Ông nội và ông ngoại của Antony Sumich đã di cư từ Croatia đến New Zealand vào đầu thế kỷ XX. Cả hai ông đã kết hôn với con gái của những người nhập cư Croatia. Cả ông nội và ông ngoại của Antony Sumich đều đến từ cùng một vùng ở Dalmatia thuộc vùng duyên hải Makarska. Ông đã sống và làm việc ở Croatia trong sáu năm, ông học nói tiếng Croatia và làm huấn luyện viên trượt tuyết. Cũng trong thời gia này Antony Sumich đã tìm thấy con đường trở lại với ánh sáng của Nhà thờ Công giáo. Cuộc sống Công giáo ở Croatia thời hậu chiến khiến Antony Sumich tự hào vì vừa là người Croatia vừa là người Công giáo. Ông cũng đi nhiều nước khác ở châu Âu để làm công việc huấn luyện viên môn bóng bầu dục. Sau chiến tranh, ông trở thành huấn luyện viên của đội bóng bầu dục quốc gia Croatia. Antony Sumich cũng chơi cricket rất thành công và là thành viên của đội tuyển Croatia vào năm 2001.
Antony Sumich đã từng đính hôn nhưng chưa tổ chức đám cưới, Ông đã trải nghiệm nhiều điều khi bị cuốn vào cuộc chiến tranh và suýt mất mạng trong một vụ tai nạn ô tô. Antony Sumich đã đi qua khoảng 82 quốc gia ở châu Âu, châu Phi, Nam Mỹ, Bắc Mỹ và châu Á trước khi ông được truyền chức linh mục vào năm 2008.

### Sự nghiệp thể thao
Từ nhỏ, Antony Sumich đã đam mê thể thao. Phần lớn sự nghiệp thể thao của Antony Sumich đều tập trung vào thập niên 1990, giai đoạn ông thực hiện các chuyến phiêu lưu ở nhiều nơi khác nhau. Tại trường cấp hai của ông trước kia, có 800 nam sinh nhưng có đến 20 đội bóng bầu dục nên nam sinh nào cũng có cơ hội chơi bóng. Sau khi tốt nghiệp kỹ sư dân dụng, Antony Sumich rời New Zealand đến châu Âu. Ông đã tham gia chơi môn bóng bầu dục tại các nước Croatia, Slovenia, Serbia và Bosnia.
Antony Sumich đã có thời gian về New Zealand làm việc trong vai trò kỹ sư một thời gian. Sau đó ông quay lại châu Âu du lịch Hy Lạp, Ý, Pháp, Ðức, Áo, Ba Lan... Trong quá trình du lịch Antony Sumich tiếp tục chơi và dạy các môn thể thao bóng bầu dục, bóng gậy và  trượt tuyết. Năm 1991, khi Chiến tranh Nam Tư diễn ra, ông không được phép lưu trú đây. Ông qua Áo dạy trượt tuyết chơi bóng ở một câu lạc bộ. Khi đến Croatia, Antony Sumich trở thành huấn luyện viên dẫn dắt đội tuyển quốc gia nước này môn bóng bầu dục. Đội tuyển quốc gia Croatia trong 5 năm dưới thời huấn luyện viên của ông luôn sử dụng các vận động viên gốc Croatia nhưng sinh ra ở nước ngoài như New Zealand, Úc hoặc Nam Phi. Năm 2001, đội tuyển bóng bầu dục Croatia giành vị trí á quân tại giải hạng hai Cúp các quốc gia châu Âu. Trong thời gian dẫn dắt Đội tuyển quốc gia bóng bầu dục Croatia, Antony Sumich cũng chơi cho đội tuyển bóng gậy quốc gia. Đội tuyển bóng gậy Croatia cũng dành nhiều vị trí ở mức châu lục.

### Linh mục
Sau khi Chiến tranh Nam Tư kết thúc, Antony Sumich trở về Croatia, ông nhận thấy những thay đổi trong đức tin của mình. Mẹ của  Sumich đã gửi cho ông một cuốn Giáo lý về Giáo hội Công giáo, cuốn sách này ông đã ngồi trên bãi biển và đọc hết trong một mùa hè và nhận ra nhiều điều ý nghĩa. Ở tuổi 34, Sumich đã dành ra suốt một năm để cầu nguyện rất nhiều và đọc Kinh Mân Côi. Lúc này, ông đang là huấn luyện viên của đội bóng bầu dục Croatia. Trở về New Zealand, Sumich nhận thấy các Thánh lễ tại địa phương ở đây rất khác so với những gì ông đã thấy ở Croatia. 
Năm 2002, Antony Sumich gia nhập Chủng viện Ðức Bà Guadalupe ở Thành phố Denton, thuộc bang Nebraska, Hoa Kỳ. Ông gia nhập Huynh đoàn Linh mục Thánh Phêrô, Chủng viện Quốc tế Thánh Phêrô ở Wigratzbad - Opfenbach, Bavaria. Antony Sumich đã thực hiện hầu hết các nghiên cứu của mình ở Denton, Nebraska tại Chủng viện Đức Mẹ Guadalupe. Cũng chính nơi đây, chủng sinh Antony Sumich đã được phong chức phó tế vào tháng 3 năm 2008.

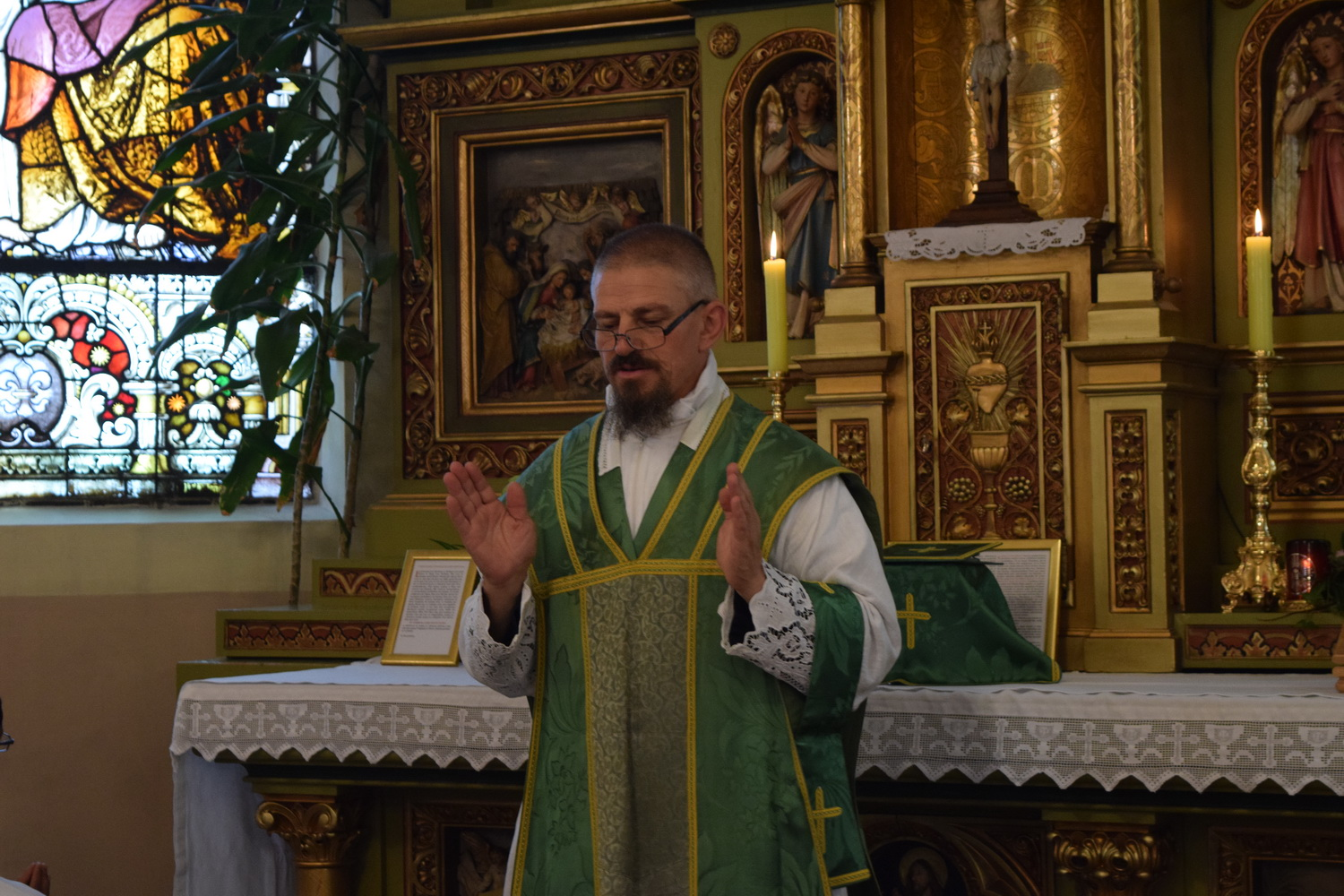
Linh mục Antony Sumich đang cử hành Thánh lễ tại Zagreb.

Antony Sumich được truyền chức linh mục vào ngày 29 tháng 11 năm 2008, tại Nhà thờ St Michael, Remuera, Auckland, bởi Giám mục Basil Meeking, giám mục danh dự của Christchurch. Trong nghi thức truyền chức linh mục, Thánh lễ sử dụng bộ lễ Rôma năm 1962. Linh mục Antony Sumich đã dâng Thánh lễ mở tay vào vào chủ nhật I Mùa Vọng (30 tháng 11 năm 2008); ông là người New Zealand đầu tiên được phong chức Linh mục của huynh đoàn Linh mục Thánh Phêrô. Sau khi thụ phong linh mục, ông thi hành mục vụ tại Orlu, Nigeria, nơi mà ông cũng đã từng mục vụ sau khi được thụ phong chức phó tế. Năm 2011, Antony Sumich là hiệu trưởng Học viện St. Gregory, một trường nội trú Công giáo Hoa Kỳ tọa lạc tại Elmhurst, Pennsylvania. Antony Sumich từng là linh mục phụ trách cộng đồng Thánh lễ Latinh tại Giáo xứ Thánh Anthony ở Calgary Alberta, Canada. Năm 2016, sau khi thực hiện sứ vụ truyền giáo ở Nigeria, Hoa Kỳ và Canada, linh mục Antony Sumich quay về New Zealand. tại New Zealand, Antony Sumich thi hành mục vụ tại cộng đồng Latinh ở Tây Auckland thuộc giáo xứ St. Anne của Auckland.